# Cnemaspis assamensis
Cnemaspis assamensis är en ödleart som beskrevs av  Das och SENGUPTA 2000. Cnemaspis assamensis ingår i släktet Cnemaspis och familjen geckoödlor. Inga underarter finns listade i Catalogue of Life.